# Museu de la Solidaridad Salvador Allende
Museo de la Solidaridad Salvador Allende (Museo da Solidariedade Salvador Allende, MSSA) é um museu de arte contemporânea localizado em Santiago de Chile e leva o nome de Salvador Além, Presidente de Chile entre 1970 e 1973.
O museu é administrado no momento pela Fundação Arte e Solidariedade, institução integrada por representantes do Ministério de Educação, Ministério das Culturas, Artes e o Património e a Fundação Salvador Allende.

## História
A iniciativa surgiu em 1971 graças do crítico de arte espanholo José María Moreno Galván, quem durante o encontro de intelectuais "Operação Verdade" em Santiago, propôs a criação de um museu de arte em apoio ao governo da Unidade Popular.
Depois da aprovação do projecto pelo mesmo Salvador Allende, conformou-se o Comité Internacional de Solidariedade Artística com Chile (CISAC), entidade que reuniu a personagens como o intelectual brasileiro Mário Pedrosa, o diretor uruguaio Danilo Trelles e o escritor italiano Carlo Levi.
Allende realizou um chamado internacional através de uma carta aberta e, produto da gestão do CISAC, começa a chegar prontamente obras de diferentes partes do mundo, totalizando 650 peças artísticas -entre pinturas, gravados, esculturas, desenhos, tapices e fotografias- entre 1972 e 1973,  graças a artistas como Joan Olhou, Roberto Matta, Lygia Clark e Frank Stella.
O museu foi inaugurado oficialmente o 17 de maio de 1972 pelo presidente Allende com uma exposição no Museu de Arte Contemporânea da Universidade de Chile, sendo catalogado como "o projecto cultural mais ambicioso do governo de Salvador Allende".
Depois do golpe de Estado no Chile em 1973, o museu foi fechado, seus gestores sofreram exílio e perdeu-se o registro da colecção. Pórem algumas delas foram guardadas no Museu de Arte Contemporânea de Santiago e outras chegaram ao Museu Nacional de Belas Artes.
A partir de 1975, um grupo de artistas e gestores chilenos -entre eles Miria Contreras, José Balmes, Pedro Olhas e Carmen Waugh- conformaram desde seus exílios o chamado "Museo Internacional de la Resistencia Salvador Allende" (Museu Internacional da Resistência Salvador Allende), continuando a chamada para à doação de obras para apoiar a resistência em Chile. Os artistas organizaram exposições que denunciaram as violações aos direitos humanos no Chile emEuropa.
Em 1990, com a volta à democracia em Chile, a Fundação Salvador Allende iniciou a recuperação de obras da colecção. Em setembro de 1991, se reinauguró do Museu da Solidariedade no Museu Nacional de Belas Artes ao mesmo tempo que se traspassou a Colección Solidaridad (Colecção Solidariedade) ao Estado de Chile. Um ano depois, o Estado entregou em comodato as obras à Fundação Salvador Allende 
Em 2005 a Fundación Arte y Solidaridad estava encarregado de administrar, difundir, pesquisar e activar sua colecção e arquivo histórico e transladou o museu ao Palácio Heiremans, antigo centro de detenção da Central Nacional de Informações (CNI) durante a ditadura de Augusto Pinochet.
Em 10 de dezembro de 2023, o museu recebeu 18 obras do Museu de Arte Contemporânea de Villafamés (MACVAC) da Espanha, as quais estiveram alojadas por mais de 30 anos neste país.

### Galeria

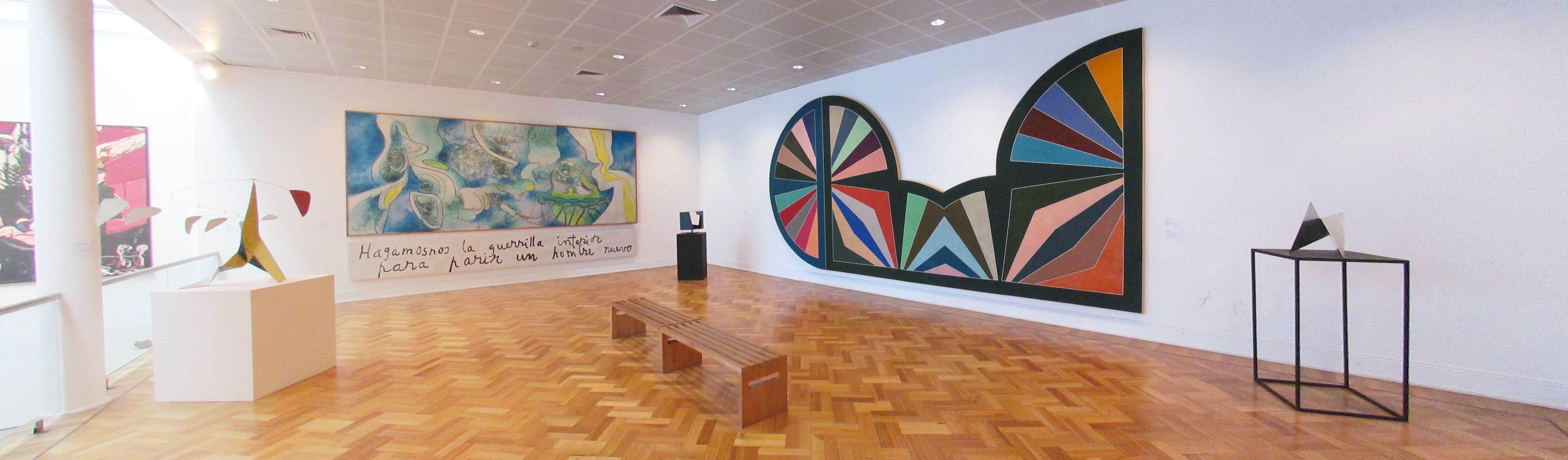
Segunda sala de exposições
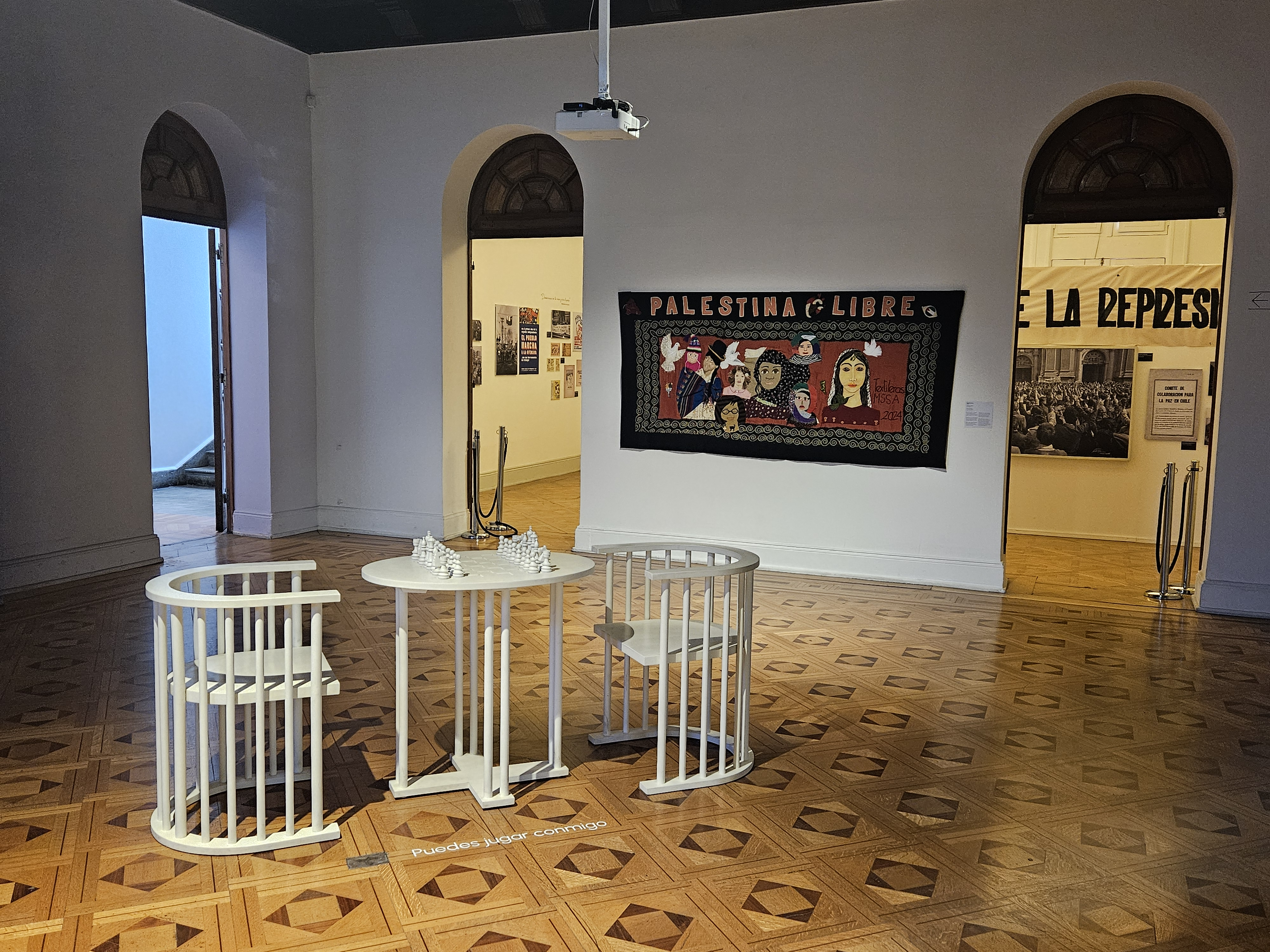
'Play it by trust', instalação de Yoko Ono
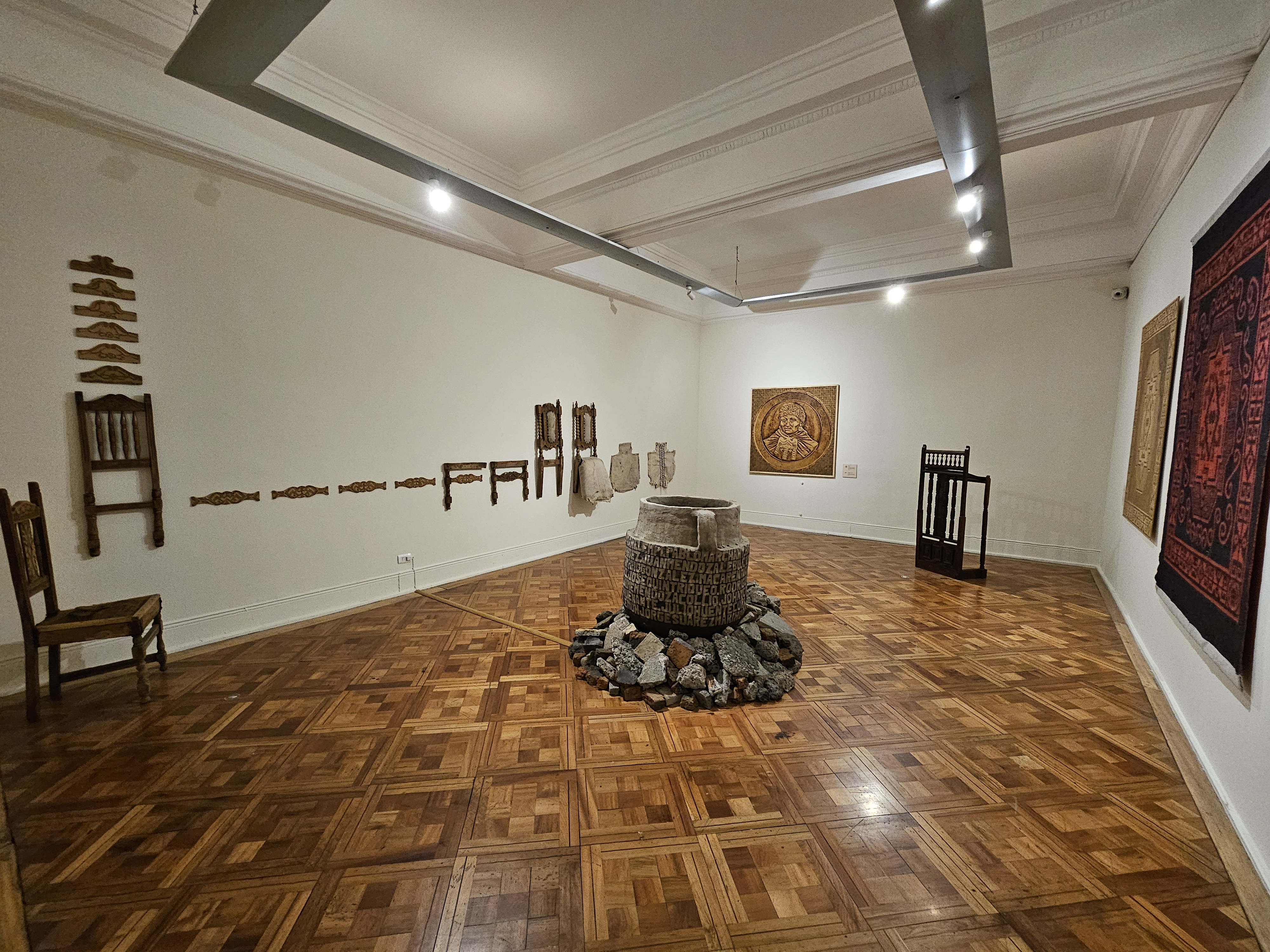
Sala do segundo andar
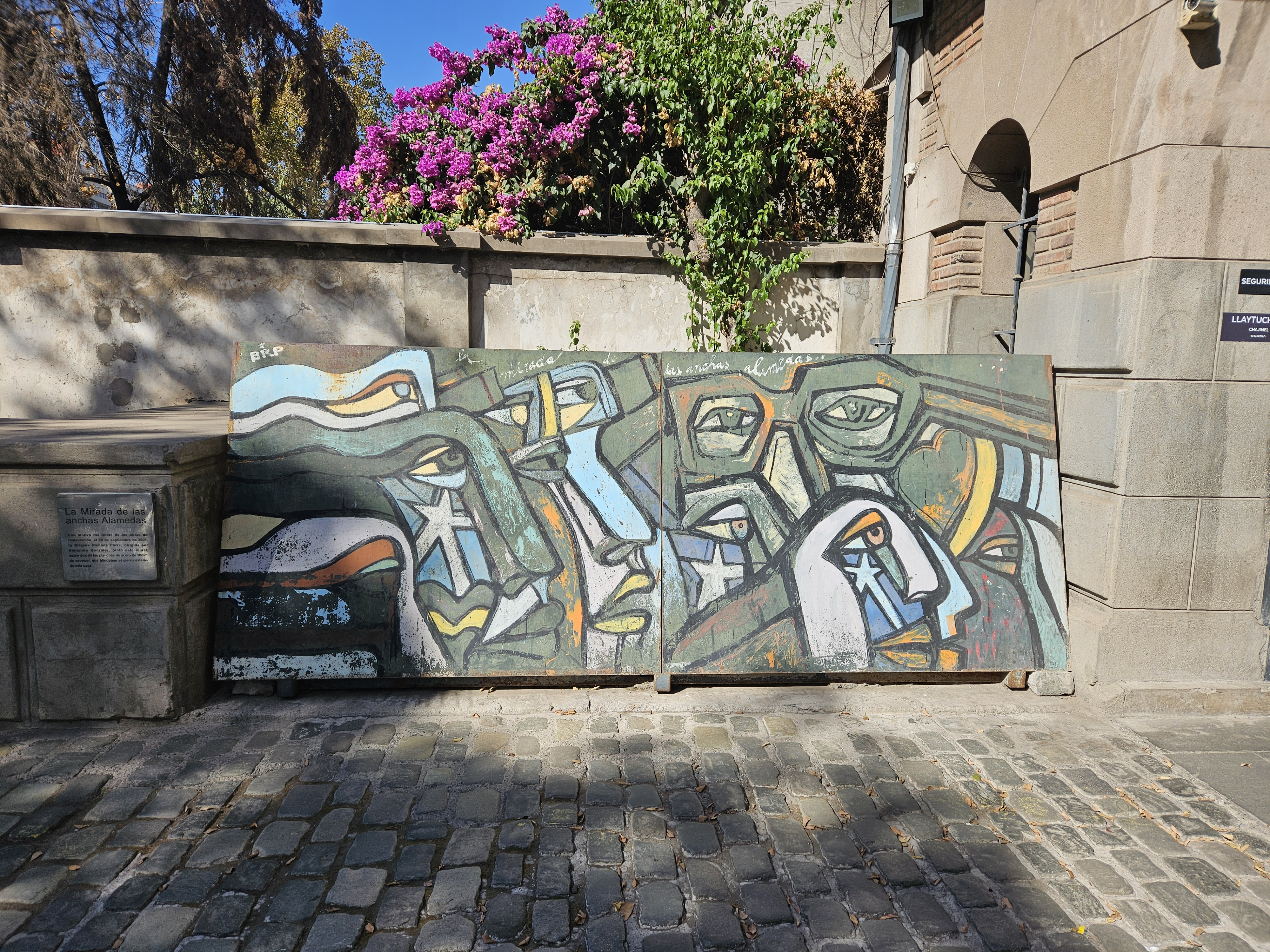
Mural de Mono González no acesso ao museu